# NGC 1578
NGC 1578 ist eine Spiralgalaxie vom Hubble-Typ Sa im Sternbild Schwertfisch am Südsternhimmel. Sie ist schätzungsweise 268 Millionen Lichtjahre von der Milchstraße entfernt.
Das Objekt wurde am 27. Dezember 1834 von John Herschel entdeckt.